# دکسل ووسیتابین
دکسل ووسیتابین (به انگلیسی: Dexelvucitabine) با فرمول شیمیایی C9H10FN3O3 یک ترکیب شیمیایی با شناسه پاب‌کم 17607 است. که جرم مولی آن ۲۲۷٫۱۹ گرم بر مول می‌باشد. 